# لوني جوردن
لوني جوردن (بالإنجليزية: Lonnie Jordan)‏ هو مغن مؤلف أمريكي، ولد في 21 نوفمبر 1948.

## وصلات خارجية
- لوني جوردن على موقع IMDb (الإنجليزية)
- لوني جوردن على موقع ميوزك برينز (الإنجليزية)
- لوني جوردن على موقع أول ميوزيك (الإنجليزية)
- لوني جوردن على موقع ديسكوغز (الإنجليزية)